# Kociewski Magazyn Regionalny
Kociewski Magazyn Regionalny – kwartalnik społeczno-kulturalny ukazujący się od końca 1986 r. w Tczewie.
Czasopismo powstało z inicjatywy dwóch organizacji regionalnych: Towarzystwa Miłośników Ziemi Tczewskiej w Tczewie oraz Towarzystwa Miłośników Ziemi Kociewskiej w Starogardzie Gdańskim. Początkowo wydawany był jako publikacja seryjna o nieokreślonej częstotliwości. W 1992 r. wpisany został jako kwartalnik do sądowego rejestru czasopism. Pierwszym redaktorem naczelnym został pisarz i regionalista kociewski Roman Landowski (do 2007). Wydawcą pisma jest Kociewski Kantor Edytorski. 